# Multicyclina
Multicyclina es un género de foraminífero bentónico considerado un sinónimo posterior de Nephrolepidina de la subfamilia Helicolepidininae, de la familia Lepidocyclinidae, de la superfamilia Asterigerinoidea, del suborden Rotaliina y del orden Rotaliida. Su especie tipo era Lepidocyclina (Multicyclina) duplicata. Su rango cronoestratigráfico abarcaba el Aquitaniense (Mioceno inferior).

## Discusión
Multicyclina fue propuesto como un subgénero de Lepidocyclina, es decir, Lepidocyclina (Multicyclina).

## Clasificación
Multicyclina incluye a las siguientes especies:
- Multicyclina duplicata †